# Spencer (Wisconsin)
Spencer és una població dels Estats Units a l'estat de Wisconsin. Segons el cens del 2000 tenia 1.932 habitants.

## Demografia
Segons el cens del 2000, Spencer tenia 1.932 habitants, 800 habitatges, i 530 famílies. La densitat de població era de 374,8 habitants per km².
Dels 800 habitatges en un 31,8% hi vivien nens de menys de 18 anys, en un 54,4% hi vivien parelles casades, en un 8,9% dones solteres, i en un 33,8% no eren unitats familiars. En el 28,9% dels habitatges hi vivien persones soles el 13,8% de les quals corresponia a persones de 65 anys o més que vivien soles. El nombre mitjà de persones vivint en cada habitatge era de 2,42 i el nombre mitjà de persones que vivien en cada família era de 2,99.
Per edats la població es repartia de la següent manera: un 25,6% tenia menys de 18 anys, un 9,9% entre 18 i 24, un 29,7% entre 25 i 44, un 20% de 45 a 60 i un 14,9% 65 anys o més.
L'edat mediana era de 37 anys. Per cada 100 dones de 18 o més anys hi havia 89,6 homes.
La renda mediana per habitatge era de 40.665 $ i la renda mediana per família de 45.268 $. Els homes tenien una renda mediana de 31.250 $ mentre que les dones 25.000 $. La renda per capita de la població era de 17.665 $. Aproximadament l'1,9% de les famílies i el 4,1% de la població estaven per davall del llindar de pobresa.

## Poblacions més properes
El següent diagrama mostra les poblacions més properes.